# لفتا

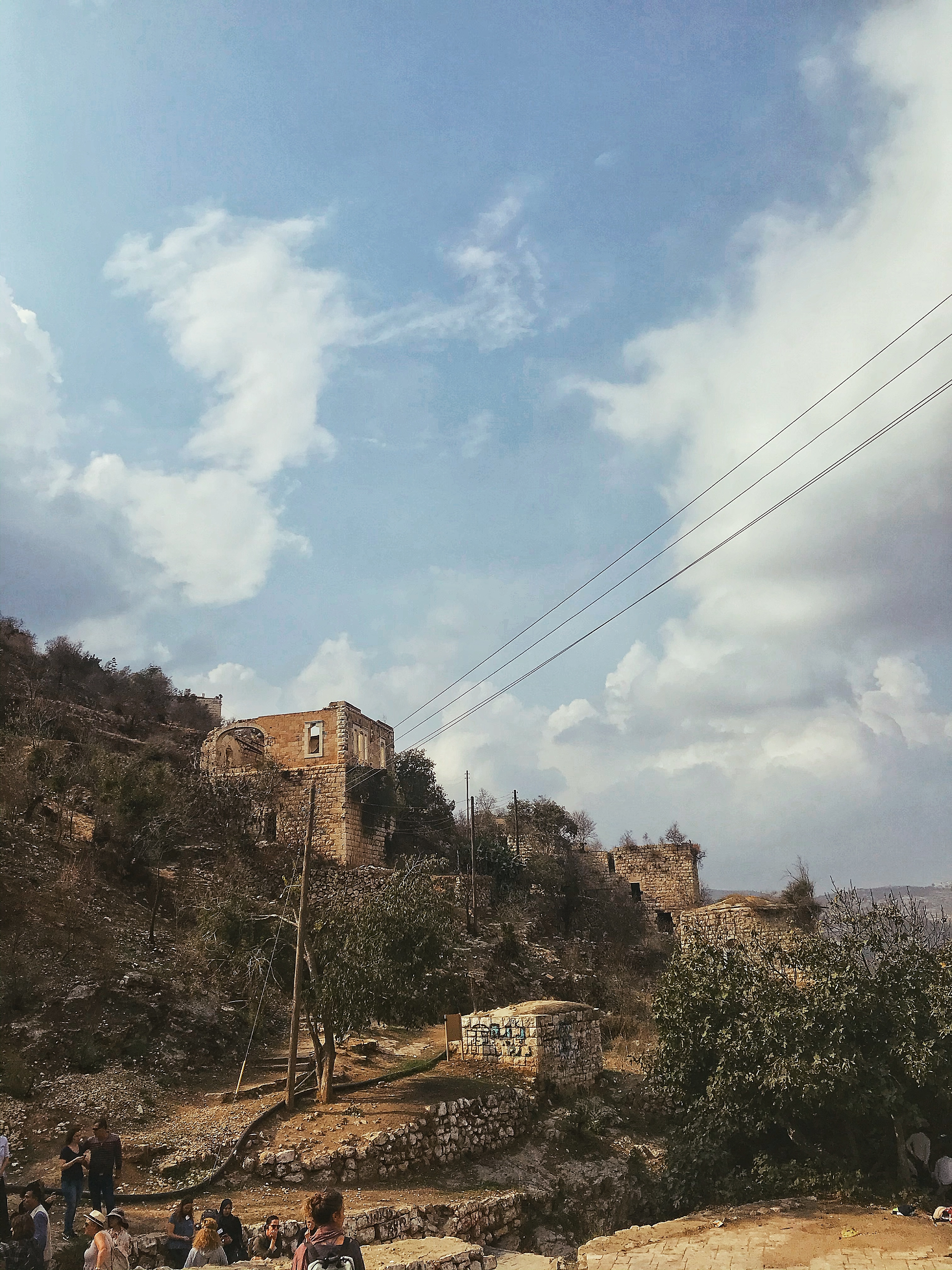
قرية لفتا المهجرة

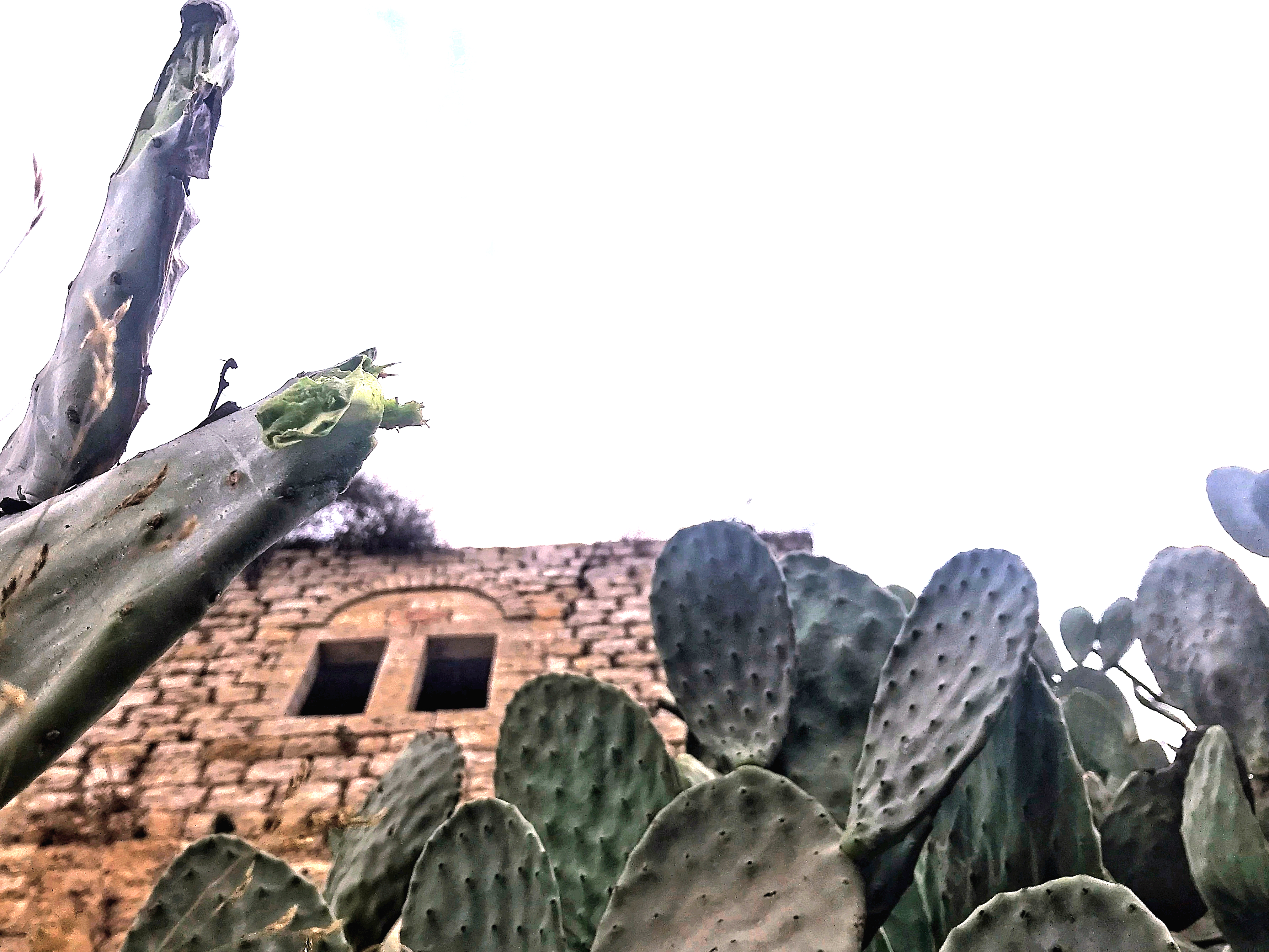
بيت في قرية لفتا المهجرة

لفتا، قرية فلسطينية مهجرة قضاء القدس، طردت القوات الإسرائيلية سكانها في حرب 1948 وهدمت معظم بيوتها، وأقامت مستعمرة “مي نفتوح” على جزء من أراضيها.

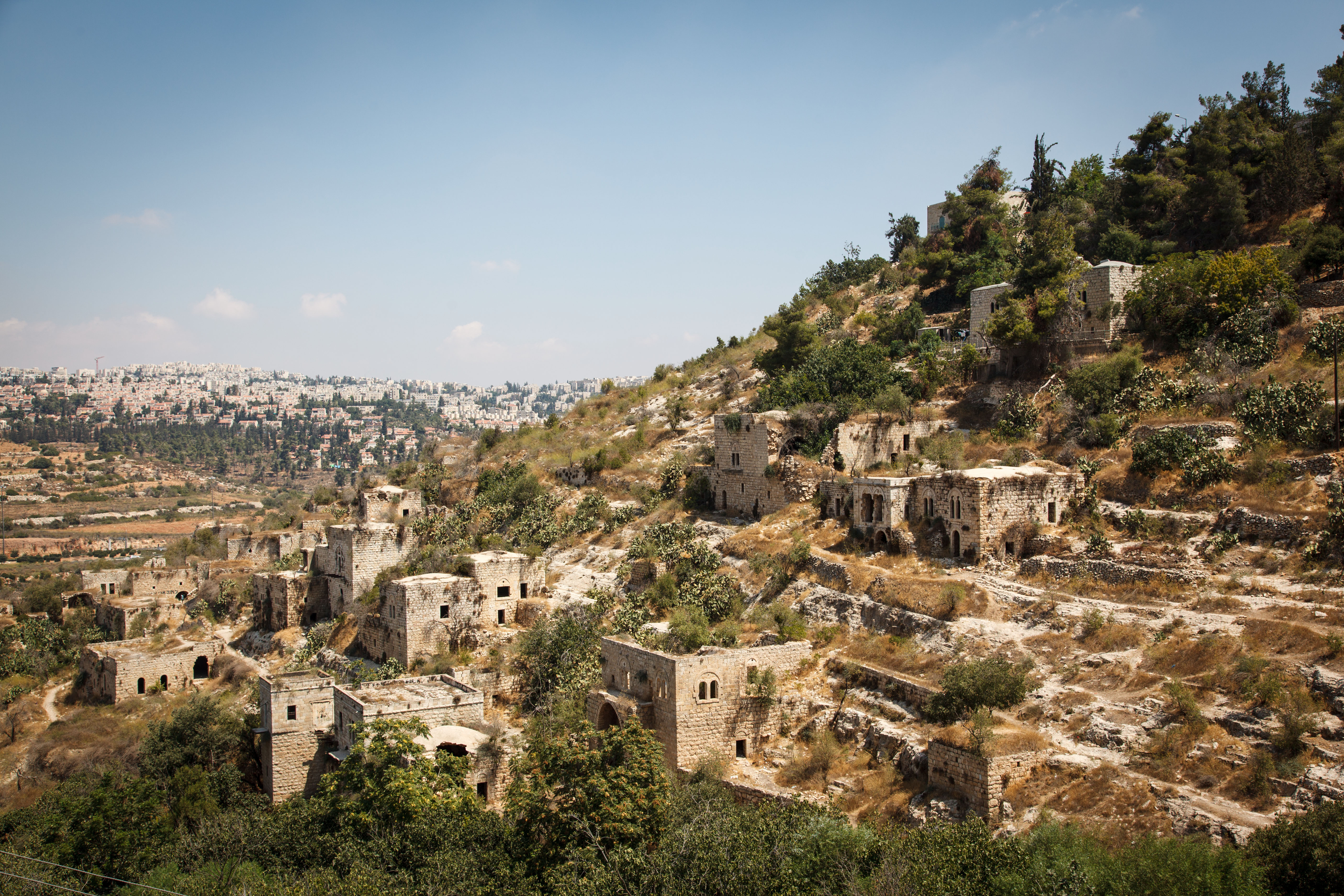
قرية لفتا المهجرة.

## التسمية

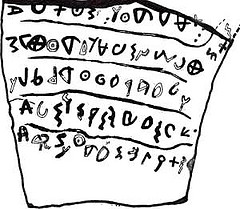
كتابة كنعانية

أسس القرية الكنعانيون، كانت تسمى نفتوح وتعني الفتح باللغة الكنعانية. و«نفتو» في فترة الحكم البيزنطي، وفي فترة الحكم الاحتلال الصليبي أطلق عليها اسم«كليبستا»، أما التسمية العربية منذ الفتح الإسلامي فهي لفتا.

## الموقع والمساحة
تقع لفتا على أراضي لمدينة القدس على مساحة تبلغ 8743 دونم، ويبعد مركز لفتا عن مركز المدينة المقدسة ما يقارب 2 كيلو متر، وتشترك لفتا مع العديد من القرى المحيطة بالأراضي والعقارات؛ حيث أن لفتا تشترك بالحدود مع أكثر من ست قرى:
من الشمال: تحدها قرى بيت حنينا وشعفاط والعيسوية (وكان لأهالي لفتا العديد من الأراضي الزراعية والتي تعرف بأرض السمار والآن يقال لها التلة الفرنسية).
ومن الجنوب: تحدها قرية دير ياسين (والتي حدثت بها المجزرة الشهيرة من قبل عصابات الغدر الصهيوني عام 1948 وأيضا ومن الجنوب مدينة القدس (حيث تصل أراضي لفتا إلى بابي العامود والخليل من أبواب المدينة المقدسة).
ومن الشرق: يحدها الطور
ومن الغرب: تحدها قرى بيت اكسا وقالونيا
- ومن الجدير بالذكر أن طريق الموصل بين مدينة القدس والساحل الفلسطيني كان يمر من أراضي لفتا.

## الأراضي والمناطق والأحياء المشتركة بين لفتا والقرى الأخرى

### جبل المشارف
ويسمي أهالي لفتا أعاليه بأرض السمار لان تربتها يغلب عليها اللون الأسمر أكثر من غيره. وجدير بالذكر ان جبل المشارف من أهم المواقع الاستراتيجية التي تطل على المباني المقدسة بل ان سبب تسميته بالمشارف إلى أن من يقف عليه يشرف بناظريه على المدينة المقدسة ويقع على الطريق الرئيسي المؤدي إلى القدس من مختلف المدن والقرى التي تقع في شمال المدينة المقدسة. ويطلق عليه الفرنجة اسم جبل سكوبس.

### حي وادي الجوز
يتصل بالطرف الشرقي الجنوبي المنحدر من حبل المشارف، ويطلق عليه اسم أرض السمار ويمتد حتى بداية جبل الطور.

### حي الشيخ جراح
يمتد إلى الجنوب من جبل المشارف وتقع عليه العديد من المباني الحكومية الصهيونية وقنصليات أجنبية.

### حيباب العمودوباب الساهرة
وهذان البابان واقعان في الجهة الشمالية من بيت المقدس ويشكلان المدخلين الرئيسيين للقادم من شمال المدينة.

### حي الشيخ بدر
يقع إلى الجهة الغربية الشمالية من بيت المقدس، ويشكل المدخل الرئيس لقرية لفتا من جهة الشرقية الجنوبية.

## تاريخ

### لفتا في العهد العثماني
في عام 1596، كانت لفتا قرية في الإمبراطورية العثمانية، ناهية (منطقة فرعية) في القدس تحت لواء (منطقة) القدس، وكان عدد سكانها 72 أسرة مسلمة، يقدر عددهم بـ 396 شخصًا. دفعت الضرائب على القمح والشعير والزيتون وبساتين الفاكهة والكروم. ما مجموعه 4800. ذهبت جميع الإيرادات إلى الوقف.
في عام 1834، وقعت معركة هنا، خلال ثورة ذلك العام. حارب المصري إبراهيم باشا وجيشه وهزموا المتمردين المحليين بقيادة الشيخ قاسم الأحمد، الحاكم المحلي البارز. ومع ذلك، ظلت عائلة قاسم الأحمد قوية وحكمت المنطقة الواقعة جنوب غرب نابلس من قراهم المحصنة دير استيا وبيت وزان على بعد 40 كيلومترًا (25 ميلًا) شمال لفتا. في عام 1838، أشار إدوارد روبنسون إلى لفتا كقرية مسلمة، تقع في منطقة بني مالك، غرب القدس. استأجر روبنسون البغال من لفتا، مشيرًا إلى أنه في لفتا "يحتفظ كل فلاح ببغاله وعادة ما يرافقه".
في عام 1863 وصف فيكتور غيران لفتا بأنها محاطة بحدائق أشجار الليمون والبرتقال والتين والرمان والصدقة والمشمش. أشارت قائمة القرى العثمانية التي تضم حوالي 1870 إلى 117 منزلًا وعدد سكانها 395 نسمة، على الرغم من أن عدد السكان شمل الرجال فقط.
وصفها مسح PEF لغرب فلسطين عام 1883 بأنها قرية على جانب تل شديد الانحدار، مع نبع ومقابر منحوتة في الصخر إلى الجنوب.
في عام 1896 قدر عدد سكان قرية لفتا بحوالي 966 شخصًا.
في عام 1907، تمت دعوة المؤرخ الألماني جوستاف روثستين إلى لفتا من قبل مدرس اللغة العربية، إلياس نصر الله حداد. كتب روثستين مقالاً من 20 صفحة يصف فيه احتفالات الزواج والأعياد الدينية في لفتا.

### لفتا في حقبة الإنتداب البريطاني
في عام 1917، استسلمت لفتا للقوات البريطانية بالأعلام البيضاء، وكإشارة رمزية استسلمت مفاتيح القرية.
في التعداد السكاني لفلسطين عام 192، كان عدد سكان لفتا 1،451 نسمة جميعهم من المسلمين، ازداد عدد سكانها في تعداد عام 1931 (عندما تم إحصاء لفتا ب "حي شنلر") إلى 1893: 1844 مسلم، 35 يهوديًا و14 مسيحيًا، في 410 منازل.
في إحصائيات عام 1945، كان عدد سكان قرية لفتا 2250 نسمة ؛ 2230 مسلمًا و20 مسيحيًا، [32] وبلغ إجمالي مساحة الأرض 8743 دونمًا، وفقًا لمسح رسمي للأراضي والسكان. كان 3،248 دونمًا للحبوب، بينما كان 324 دونمًا أراضٍ مبنية (حضرية).
قبل عام 1948، كانت القرية، التي يبلغ عدد سكانها حوالي 2500 نسمة، تحتوي على بساتين، وعدة معاصر زيتون، ومعصرة، بالإضافة إلى عيادة حديثة، ومقهيان، ومحلان نجارة، وصالون حلاقة، وجزّار، ومسجد. سكن القرية عدد قليل من اليهود، ووصف أحد السكان اليهود السابقين العلاقة بين عائلتها والأغلبية الفلسطينية بأنها "ممتازة".
في 1947-1948 كانت الحرب الأهلية في فلسطين الانتدابية لفتا وروميما والشيخ بدر والتي كانت في موقع استراتيجي على الطريق الذي يغادر القدس إلى تل أبيب، أولوية عملياتية للقوات اليهودية. كانت بعض العائلات قد غادرت القرية بالفعل بعد أن تم اتخاذ قرار في وقت سابق إلى حد ما في 4 ديسمبر، بإخلاء نسائها وأطفالها، من أجل استضافة سرية عسكرية، وفي 4 ديسمبر 1947 غادرت بعض العائلات العربية. بحلول منتصف كانون الأول (ديسمبر)، اتخذت الميليشيات العربية غير النظامية مواقع في لفتا للدفاع عن الموقع. واشتبكت دوريات الهاغاناه في معارك مع مليشيات القرية بينما كان الإرغون وليحي أكثر عدوانية. في 28 كانون الأول 1947، عانت القرية مما أسماه الناجون "مجزرة لفتا" عندما أطلقت مليشيا يهودية مدفع رشاش وقنبلة يدوية على مقهى صلاح عيسى. من أجل تحذير السكان بضرورة الإخلاء، تم حرق منزل المختار وتفجير 20 مبنى مع حصار القرية. خلف الهجوم سبعة قتلى، وغادر المزيد من النساء والأطفال القرية. كانت القرية تعاني من نقص الغذاء في بداية شهر يناير. بعد ذلك، عاد عدد من القرويين إلى ديارهم، وأفاد بيني موريس أن "البعض أو الغالبية" يفعلون ذلك. بعد ذلك، أمر عبد القادر الحسيني، أثناء زيارته للقرية، النساء والأطفال وكبار السن بإخلاء القرية والرجال بالبقاء. في 29 كانون الثاني، دهمت غارة لـ "لحي" 3 منازل في القرية. بحلول أوائل فبراير، هجرت القرية من قبل الميليشيات غير النظامية. يسرد بيني موريس سبب هجر القرية باعتباره هجومًا عسكريًا على المستوطنة.
وفقًا لأحد السكان، تمت مقابلته في عام 2021، كان هناك حوالي 40 ألف سليل من السكان اللاجئين الأصليين، منتشرين في القدس الشرقية والضفة الغربية والأردن والشتات الفلسطيني. لا تزال العديد من العائلات تحتفظ بسندات الملكية الخاصة بها من الفترة العثمانية، مما يدل على ملكيتها لأجزاء من لفتا.

## سكان لفتا

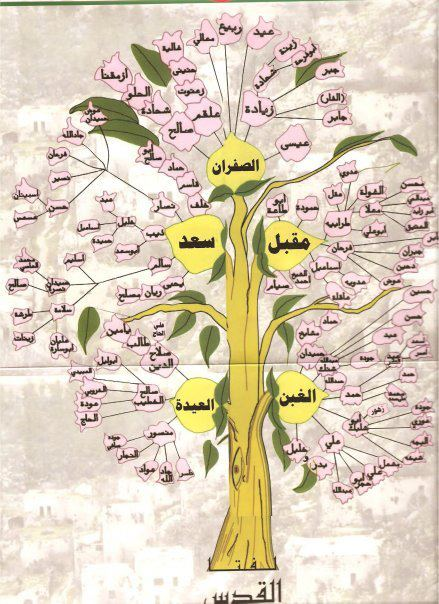
شجرة عائلات لفتا

استنادا لاحصائيات من الانتداب البريطاني والعديد من المصادر فقد بلغ عدد سكان القرية علم 1922 ما يقارب 1451 نسمة، أما في عام 1931 وصل العدد إلى ما يقارب 1893 وعام 1945 وفي آخر احصائية في عام 1945 وذلك قبل ثلاثة اعوام من الاحتلال بلغ عدد سكان لفتا 2250
واستنادا إلى الوثائق والخارئط ووالى شجرة عائلات لفتا المعدة في عام 2005 ينقسم أهالي لفتا إلى خمسة حمايل ألا وهي: حمولة سعد وتعد من أكبر حمايل البلدة، حمولة العيدة، حمولة الغبن، حمولة الصفران، حمولة مقبل؛ ويخرج من تلك الحمايل 113 عائلة.
وقبل الاحتلال الصهيوني عاش أهالي لفتا بمختلف الحمايل في حارتين مختلفتين الأولى تسمى الحارة الفوقا (والتي تقع عليها حاليا العديد من احياء المستوطنين ومبانيهم) وأطلق عليها هذا الاسم لأنها تقع فوق الشارع الذي يربط القدس بيافا والثانية تسمى الحارة التحتة (والتي ما زالت بيوتها واراضيها صامدة امام طمع الاحتلال).

## أهم معالم القرية

### جناين لفتا
وهي عبارة عن مساحة كبيرة مزروعة بالأشجار المثمرة من الليمون والزيتون والرمان والترنخ والتوت.

### عين لفتا
وهي عين ماء باردة تتوسط البلدة تصب في بركتين الأولى كانت للاستحمام والاستخدامات الشخصية للسكان والثانية للغسيل وكانت تستظل بشجرة توت كبيرة.

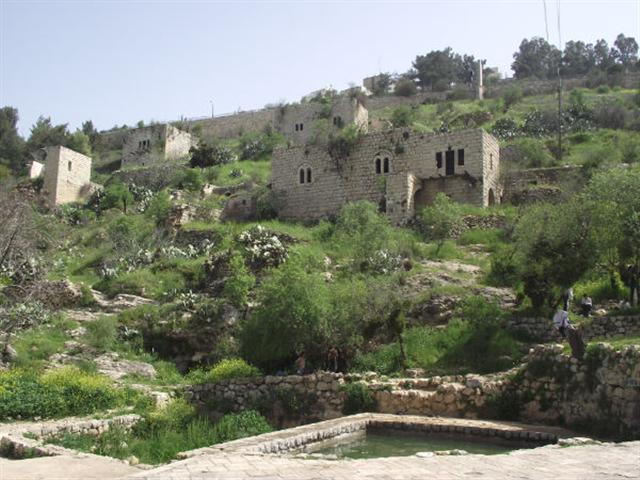
صورة للقرية

### مقام الأمير سيف الدين
وهو مقام ينسب إلى أحد أمراء جند القائد صلاح الدين الأيوبي الذي استقر في لفتا بعد انتصار المماليك على التتار في معركة عين جالوت.

### المسجد
وكان يسمى بمسجد سيف الدين نسبة للمقام القريب من المسجد، وكان مكون من غرفتين مساحة كل منهما 60 متر وله محراب وعرف ان امام المسجد في عام 1900 كان يدعى الشيخ حسن دقة وفي عام 1930 عرف امام المسجد بالشيخ أحمد موسى والشيخ أحمد الحاج. وكان في المسجد زاوية كُتاب لتعليم أبناء البلدة القراءة والكتابة وممن عرف بالتدريس في الكُتاب في ذلك الوقت الشيخ صالح عدوي والشيخ جمال الدجاني.

### خان الظاهر بيبرس
يقع في الجزء الشرقي من أراضي الشيخ بدر والذي انشئ عام 662 هجري واستمر في خدمته أكثر من 250 عام، وكان عبارة عن استراحة محاطة بالبساتين والحدائق.

### المدرسة
وكانت تعرف بمدرسة لفتا الأميرية: اسست عام 1929 ميلادي بجهود مباركة من أهالي البلدة وكانت في بدايتها مكونة من ثلاث غرف يدرس بها حتى الصف الثالث ابتدائي وفي عام 1934 ميلادي اتسعت وأصبح يدرس فيها حتى الصف السابع الابتدائي وكان عدد الطلبة فيها حتى عام 1940 حوالي 300 طالب من أبناء القرية والقرى المجاورة، وعرف عن مدراء المدرسة في ذاك الوقت الأستاذ عيسى اهرام والأستاذ كمال الريماوي وعرف من معلمي المدرسة كل من الأستاذ فؤاد أبو السعود والأستاذ سليم الجاعوني والأستاذ فوزي النشاشيبي والأستاذ فؤاد رياحي والأستاذ يوسف صيام والأستاذ محمد العباسي والأستاذ محمد صيام والأستاذ محمد ربيع والشيخ صالح عدوي وغيرهم.

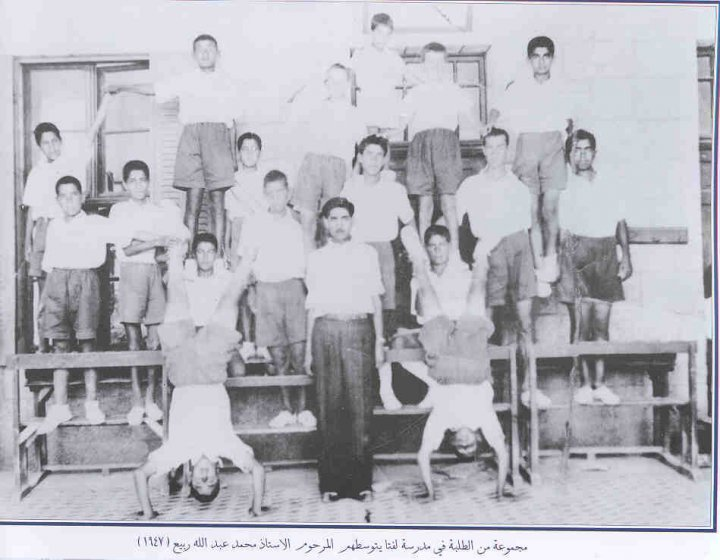
صورة لطلاب لفتا يتوسطهم الأستاذ محمد ربيع عام 1947

### ست الاهل وساحة الأبو
وكانت عبارة عن اثار تاريخية قريبة من مسجد البلدة وتقع وسط القرية.

### خربة كيكا وخربة الجفافة وخربة البرج
وكانت هذه عبارة عن اثار يعود بناءها إلى العصر الروماني القديم.

### بير القوس وقوس مليحا وجبل تليليا
وكانت تمتاز بككثر الفسيفساء فيها.

### مقبرة القرية
تقع مقبرة القرية في السفح الغربي لقرية لفتا، وقد قامت العصابات الصهيونية بتدمير معظم القبور الواقعة بها بعد احتلال البلدة، ولا زالت بعض القبور باقية حتى يومنا هذا. هذا واعتاد أهل البلدة تنظيف مقبرتهم بشكل دوري منذ عدة سنوات.

### معصرة الزيتون
كانت القرية تضم أربعة معاصر للزيتون على الأقل، وتتركز هذه المعاصر في المنطقة المحيطة بالجامع، وأشهر هذه المعاصر هي المعصرة الموجودة مقابل الجامع مباشرة من الجهة الشمالية والتي كانت تعود إلى ال الحاج.

### الطوابين
والتي اشتهرت بصناعتها الحاجة لبيبة.

## وصلات وثائقية

### فيلم هاي بلادي وهاي الدار (يحكي قصة عكا ويافا ولفتا)
وهو من بطولة الفنان الفلسطيني رائد كبها.
http://www.youtube.com/watch?v=TbR8qPPcLUM

### حلقات مسلسل لفتا
وكانت من تقديم اعتدال خلف وإخراج الأستاذ محمد نصار.
الحلقة الأولى: http://www.youtube.com/watch?v=JLPC6v4wfBc&feature=plcp
الحلقة الثانية: http://www.youtube.com/watch?v=NP4WM9PAwNc&feature=context-cha

### لفتا في الوسائل الاعلامية
قناة روسيا اليوم: http://www.youtube.com/watch?v=2YRzSQm3GBw&playnext=1&list=PLA408C8FD0A718830&feature=results_main
تلفزيون فلسطين (برنامج طلات مقدسية): http://www.youtube.com/watch?v=jYRP84_nGRE&feature=related
قناة الجزيرة: http://www.youtube.com/watch?v=Wrscoh94Qgs
قناة MBC:
http://www.youtube.com/watch?v=CCoDde_T240&feature=youtube_gdata